# Wanganui Rugby
Wanganui es una selección provincial de Nueva Zelanda que representa a la Wanganui Rugby Football Union de la ciudad de Whanganui, Región de Manawatu-Wanganui en competencias domésticas de rugby.
Desde el año 2006 participa en el Heartland Championship, competencia en la cual es el equipo más exitoso con seis campeonatos.
En el Super Rugby es representado por el equipo de Hurricanes.

## Historia
Desde el año 1976 hasta el 2005 participó en el National Provincial Championship la principal competencia entre clubes provinciales de Nueva Zelanda, en la que logró tres campeonatos de  tercera división.
Desde el año 2006 ingresa al Heartland Championship, en la que ha logrado seis campeonatos y una Lochore Cup.
Ha enfrentado en seis ocasiones a los British and Irish Lions, logrando un empate en 1888.

## Palmarés

### Tercera División (3)
- Tercera División del NPC (3): 1989, 1996, 2003

### Heartland Championship
- Meads Cup (6): 2008, 2009, 2011, 2015, 2016, 2017.
- Lochore Cup (2): 2014, 2021

## All Blacks
| - Moke Belliss - John Blair - George Bullock-Douglas - Andrew Donald - Keith Gudsell - Peter Henderson - John Hogan - Peter Johns | - Peter McDonnell - Sandy McNicol - Henare Milner - Peter Murray - Bill Osborne - Waate Potaka - Harrison Rowley - Peina Taituha - Hector Thomson |